# GSC3016-1184
GSC3016-1184 — хімічно пекулярна зоря спектрального класу A0, що має видиму зоряну величину в смузі V приблизно 11,4.